# Casimiro Buttini
Casimiro Buttini (Saluzzo, 29 ottobre 1887 – Saluzzo, 23 febbraio 1959) è stato un militare e aviatore italiano, decorato di medaglia d'oro al valor militare a vivente nel corso della prima guerra mondiale. Era figlio adottivo dell'onorevole Camillo Peano.

## Biografia

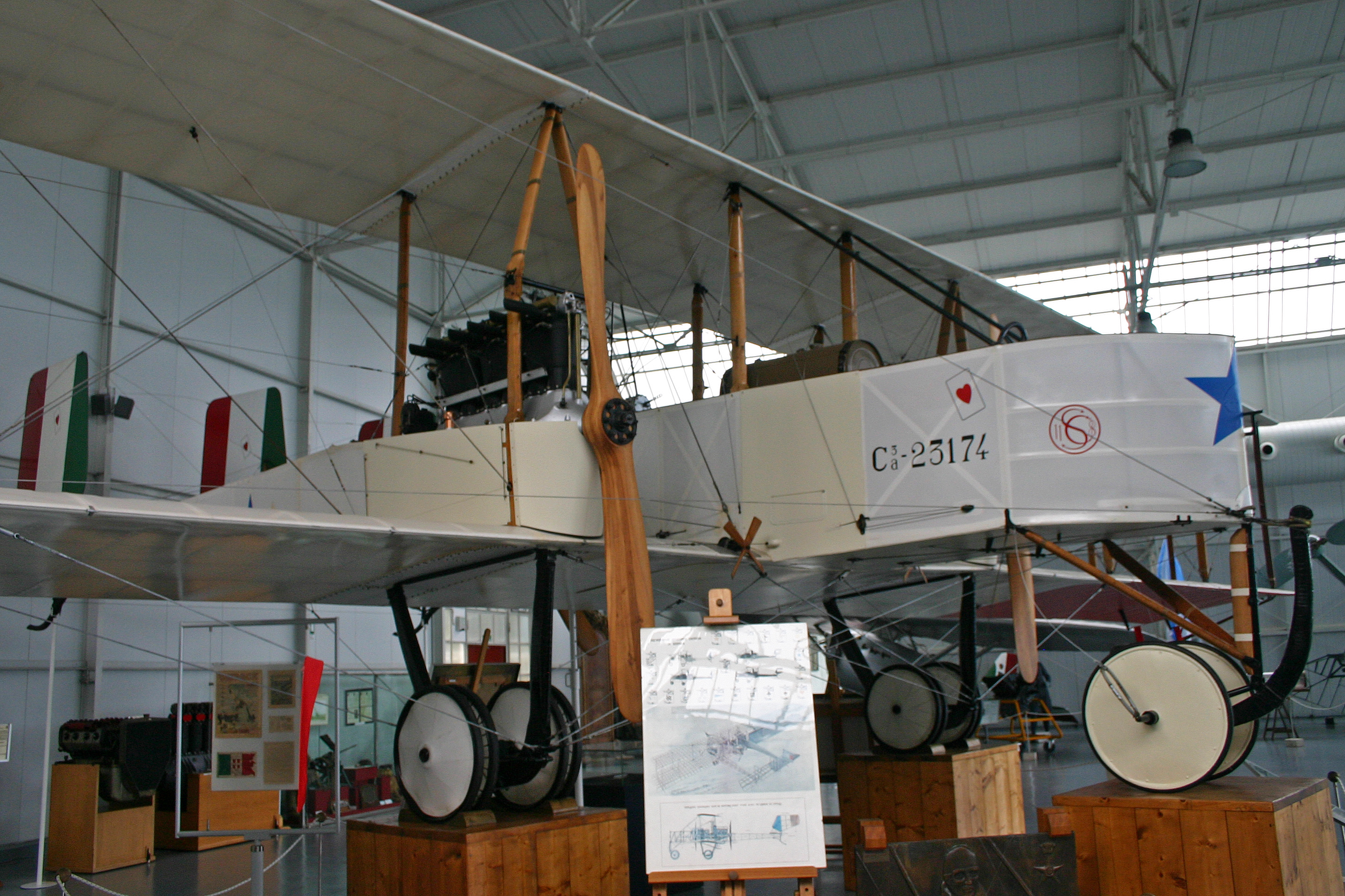
Il Caproni Ca.36 "Falco" già di proprietà di Casimiro Buttini ed esposto attualmente al Museo storico dell'Aeronautica Militare di Vigna di Valle.

Nacque a Saluzzo il 29 ottobre 1887, figlio del Senatore Carlo Buttini e Pia Mangone. Conseguita la laurea in ingegneria presso il politecnico di Torino, nel 1911 fu ammesso, dietro concorso al Ministero dei lavori pubblici, a lavorare presso il genio civile. Chiamato a prestare servizio militare in seguito alla mobilitazione del dicembre 1914 assegnato al 25º Reggimento artiglieria da campagna, nominato sottotenente di complemento fu trasferito al genio militare.
All'atto dell'entrata in guerra del Regno d'Italia, avvenuta il 24 maggio 1915, fu assegnato al corpo degli aerostieri. Nel luglio dello stesso anno fu trasferito in servizio presso il corpo aeronautico militare, assegnato al Battaglione Scuola Aviatori dove conseguì il brevetto di pilota militare nel mese di novembre, e poi nominato istruttore. Nell'agosto 1916 fu assegnato alla 3ª Squadriglia da bombardamento in zona di operazioni, e fu promosso tenente. Si distinse in missioni belliche sui cieli dell'Isonzo e del Trentino dal settembre 1916 all'agosto 1917, venendo decorato di medaglia d'argento al valor militare.
Il 9 settembre successivo, durante un bombardamento sui baraccamenti di Târnova, il suo apparecchio fu colpito dal fuoco dell'artiglieria nemica e il secondo pilota sergente Luigi Remitti rimase ucciso. Seppur ferito ad un braccio, riuscì a rientrare con l'aeroplano dietro le linee italiane atterrando in emergenza sulle trincee italiane ad est di Penna, riportando in Patria, con il tenente osservatore Weiss Poccetti (futuro comandante del Savoia Cavalleria nel secondo conflitto mondiale) ed il mitragliere Alberto Farneti, la salma del compagno caduto. Il 29 settembre 1917 ricevette la medaglia d'oro al valor militare e gli altri due commilitoni la medaglia d'argento al valor militare.
Dal 25 settembre 1917 decolla da Taliedo con il maggiore Armando Armani come comandante del Distaccamento A.R. su Caproni Ca.33 diretto a Gioia del Colle facendo scalo a Centocelle.
Agli ordini di Armani vi erano la squadriglie 1ª Bis (comandata da Gabriele D'Annunzio) e la 15ª Bis con 14 Ca.450 hp che alle 23.00 del 4 ottobre decollano per bombardare il porto di Cattaro. 
Oltre a Maurizio Pagliano, Luigi Gori, Ivo Oliveti, Gino Lisa, Mariano D'Ayala Godoy ed Andrea Bafile alla rischiosa impresa vi prese parte anche il corrispondente di guerra del Corriere della Sera Guelfo Civinini. A causa di un guasto meccanico egli dovette rientrare anzitempo alla base di partenza, e non effettuò l'attacco su Cattaro.
Trasferito nell'ottobre 1917 alla 10ª Squadriglia da bombardamento "Caproni", nel mese di novembre venne assegnato alla Scuola Ufficiali Piloti. Rientrò alla 10ª Squadriglia da bombardamento con il grado di capitano, assumendone il comando dal 25 ottobre 1918.
Al termine del conflitto acquistò per l'ingente somma di 30.000 lire il suo ultimo bombardiere Caproni Ca.36 "Falco" che conservò in un magazzino e che oggi è visibile nella collezione esposta al Museo storico dell'Aeronautica Militare. Congedato nel marzo 1919 rientrò a lavorare presso il Ministero dei lavori pubblici, dove fu poi promosso Ispettore e quindi membro del Consiglio superiore. Promosso tenente colonnello rientrò volontariamente in servizio nella Regia Aeronautica nel corso della seconda guerra mondiale. Fu promosso colonnello della riserva nel 1946. Si spense a Saluzzo il 23 febbraio 1959.

## Onorificenze
Decorazione di IV Classe ("Croce d'Oro", n. 528), dell'Ordine "Virtuti Militari", Polonia

### Fonti
1. 1 2 3 4 5 6 7 8 9 10 11 12 13  Combattenti Liberazione.
2. 1 2 3  Mancini 1936, p. 219.
3. ↑  Lodovico 1980, p. 93.
4. ↑  Gentili, Varriale 1999, pp. 138-139.
5. ↑  Lodovico 1980, p. 94.
6. ↑  Aeronautica Difesa.
7. 1 2  Ufficio Storico dell'Aeronautica Militare 1969, p. 8.
8. ↑  Scheda nel sito ufficiale del Quirinale.
9. ↑   istitutonastroazzurro.org, su decoratialvalormilitare.istitutonastroazzurro.org. URL consultato il 26 maggio 2014.